# Metaxia
Metaxia là một chi ốc biển nhỏ, là động vật thân mềm chân bụng sống ở biển trong họ Triphoridae.

## Các loài
Các loài trong chi Metaxia gồm có:
- Metaxia abrupta (Watson, 1880)
- Metaxia albicephala Kay, 1979
- Metaxia bacillum (Issel, 1869)
- Metaxia brunnicephala Kay, 1979
- Metaxia carinapex Van der Linden, 1998
- Metaxia convexa (Carpenter, 1856)
- Metaxia duplicarinata (Powell, 1940)
- Metaxia espinosai Rolán & Fernández-Garcés, 1992
- Metaxia exaltata (Powell, 1930)
- Metaxia excelsa Faber & Moolenbeek, 1991
- Metaxia fuscoapicata Thiele, 1930
- Metaxia hapax Van der Linden, 1998
- Metaxia incerta Fernandes & Rolán, 1988
- Metaxia kermadecensis B.A. Marshall, 1977
- Metaxia maoria (Finlay, 1930)
- Metaxia metaxa (delle Chiaje, 1828)
- Metaxia polynesica Rehder, 1980
- Metaxia prompta Rolán & Fernández-Garcés, 2008
- Metaxia propinqua Rolán & Fernández-Garcés, 2008
- Metaxia propria Rolán & Fernández-Garcés, 2008
- Metaxia protolineata (Laseron, 1951)
- Metaxia quadrata Faber, 2010
- Metaxia rugulosa (C. B. Adams, 1850)
- Metaxia solitaria B.A. Marshall, 1979
- Metaxia taeniolata (Dall, 1889)
- Metaxia tricarinata (Pease, 1861)
- Metaxia vicina (C. B. Adams, 1850)

Các loài được đưa vào đồng nghĩa
- Metaxia metaxae (delle Chiaje, 1828): đồng nghĩa của Metaxia metaxa (delle Chiaje, 1828)